# Emidio Luisi
Emidio Luisi (Sacco, 11 de janeiro de 1948) é um fotógrafo ítalo-brasileiro.
Começou a fotografar no final da década de 1970, especializando-se em fotojornalismo e etnofotografia. Trabalhou para a Veja e também para o Diário do Grande ABC.

## Prêmios
- XI Prêmio Abril de Fotojornalismo
- Prêmio Aberje [1]